# Untere Vorstadt (Gemeinde Allentsteig)
Die Untere Vorstadt war eine Vorstadt oder vielmehr ein Dorf bei Allentsteig im heutigen Bezirk Zwettl in Niederösterreich.

## Geografie
Die Vorstadt war südwestlich an Allentsteig angebaut, wo der Thauabach den Stadtteich durchströmt. Heute ist die Vorstadt vollständig mit Allentsteig zusammengewachsen und wird amtlich nicht mehr als eigener Ortsteil angesprochen.

## Geschichte
Die Untere Vorstadt war aus der Alten Hofmühle und einer frühen Ansiedlung um den herrschaftlichen Teich hervorgegangen; sie lag zwar außerhalb der Stadtmauern, dürfte jedoch älter als die Stadt selbst sein. Die zahlreichen großen und kleinen Überschwemmungen ließen die Lage aber nicht als geeignet für die Anlage der Stadt erscheinen. Schweickhardt beschrieb den Ort mit 43 Familien, die Forstwirtschaft, Ackerbau und Viehwirtschaft betrieben. Nach der Eingemeindung im Jahr 1876 wurde eine Neunummerierung der Häuser durchgeführt, womit die zahlreichen Hinweise auf die Vorstadt getilgt wurden. Im 19. Jahrhundert wurde das Gebiet zwischen Thauabach und Zwinzenbach ausgebaut ein Sägewerk und später ein Elektrizitätswerk errichtet und im frühen 20. Jahrhundert wurden beim Stadtteich sogar einige Villen errichtet. Diese Teile wurden als Neusiedlung der Untere Vorstadt bezeichnet.